# RMS Franconia (1910)
O RMS Franconia foi um navio transatlântico operado pela Cunard Line. Ele foi lançado em 23 de julho de 1910 no estaleiro Swan Hunter, em Newcastle upon Tyne.
Sua viagem inaugural ocorreu em fevereiro de 1911, entre Liverpool e Boston. Ele foi apelidado de navio dos banheiros, pois ele tinha mais banheiros e chuveiros a bordo do que o Mauretania. Ele era um navio incomum, pois não havia cabines no convés superior, em vez disso, ele tinha uma biblioteca, um ginásio e uma sala de fumantes.
Depois de vários anos de serviço no Atlântico Norte, ele foi requisitado como um navio de tropas no início de 1915. Em 4 de outubro de 1916, ao dirigir-se a Salonica, ele foi torpedeado e afundado pelo U-boot alemão UB-47, 195 milhas a leste de Malta. O navio não estava transportando nenhuma tropa, e dos 314 membros da tripulação, 12 morreram. Os sobreviventes foram salvos pelo navio hospital HMHS Dover Castle.

## Ligações externas

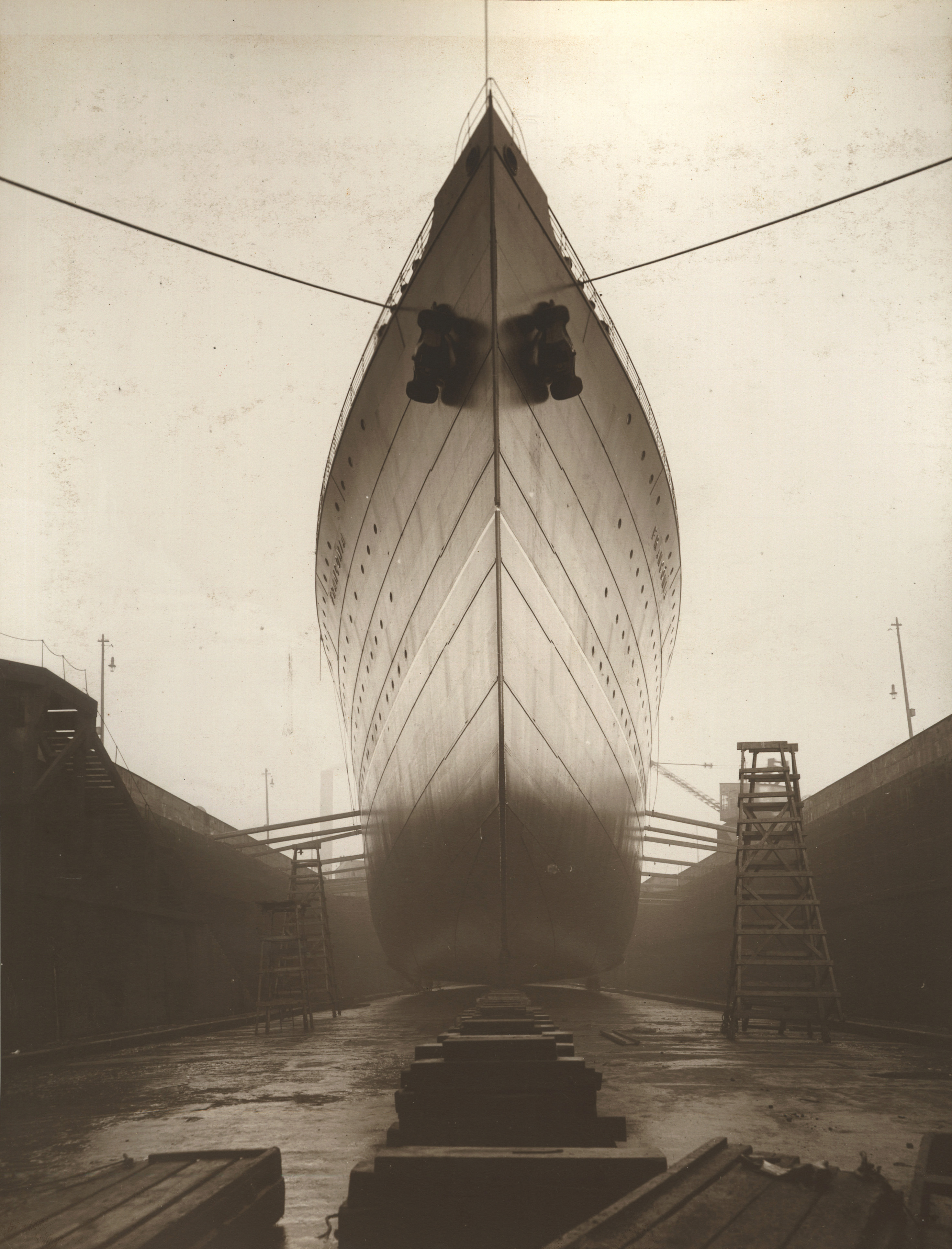
Franconia na doca seca, 1910